# 吕梁山

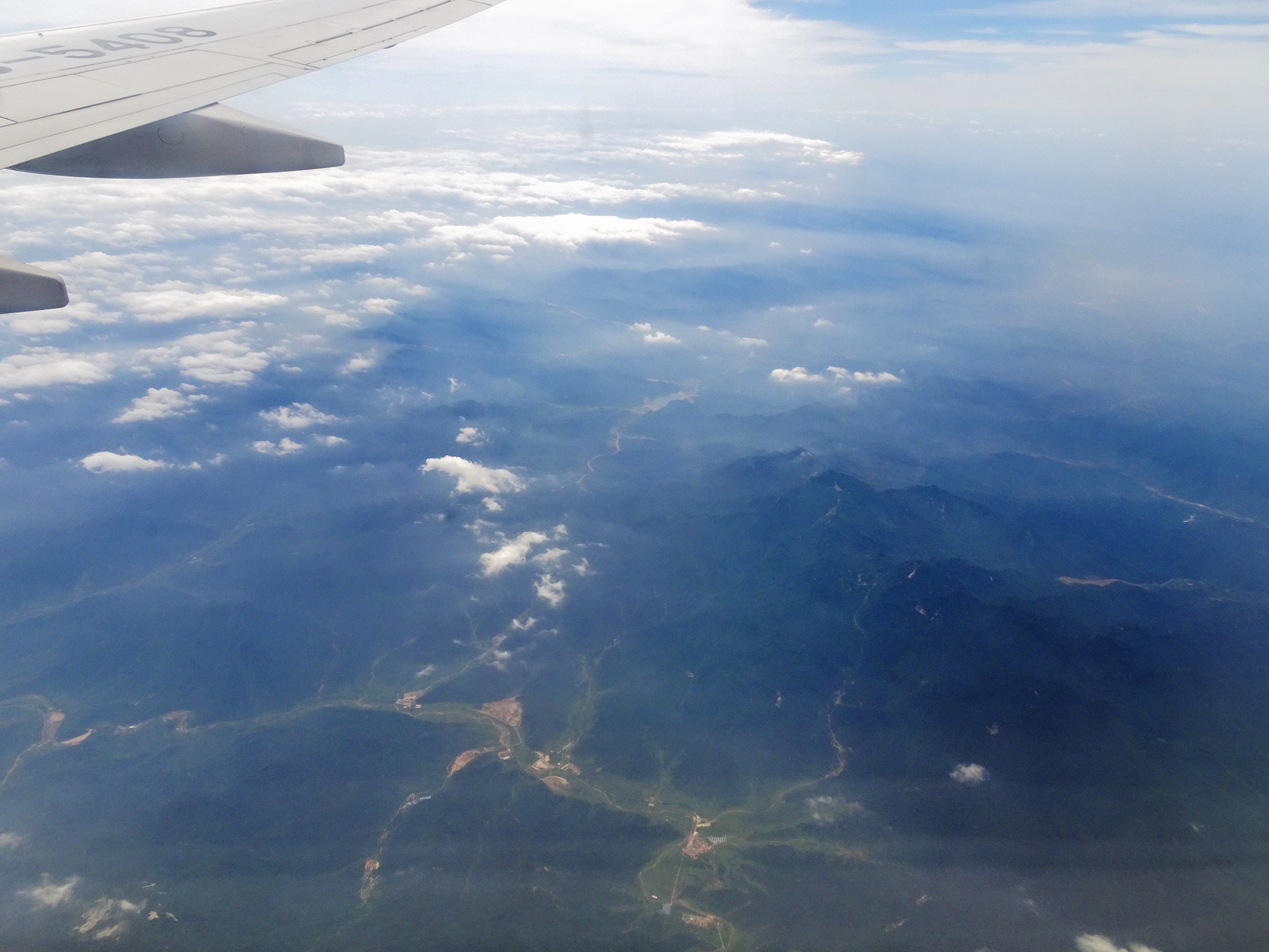
庞泉沟镇内

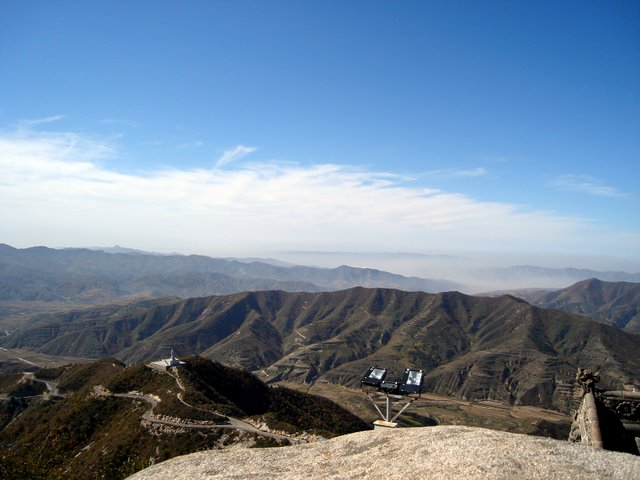
北武当山

吕梁山是山西省境内黄土高原上的一座山脉，由北而南位處山西省西部忻州市、太原市、吕梁市、临汾市境内，是黄河与其支流汾河的分水岭，一般海拔在1000米左右，其主峰关帝山，海拔2831公尺，位於交城縣、方山縣之間。

## 地貌
吕梁山区多为典型的黄土高原地貌。

## 延伸阅读
[在维基数据编辑]
 《欽定古今圖書集成·方輿彙編·山川典·呂梁山部》，出自陈梦雷《古今圖書集成》

## 参看
- 北武当山
- 偏关
- 玄中寺
- 褐马鸡
- 壶口瀑布